# Jérôme Rothen
Jérôme Rothen (* 31. März 1978 in Châtenay-Malabry, Département Hauts-de-Seine) ist ein ehemaliger französischer Fußballspieler.

## Karriere

### Verein
Der linksfüßige, 1,77 Meter große Flügelspieler durchlief in seiner Jugend unter anderem das nationale Verbandsausbildungszentrum in Clairefontaine-en-Yvelines, bevor er mit 16 Jahren in die Juniorenelf und anschließend in die allerdings zweitklassige Ligamannschaft des SM Caen wechselte. Stammspieler in Frankreichs Division 1 wurde er erst ab dem Jahr 2000 bei ES Troyes AC, mit dem er Liga-Siebter wurde. Mitten in der zweiten Saison verließ er die Mannschaft aus der Champagne, um bei AS Monaco anzuheuern.
In Monaco gelang Jérôme Rothen der Durchbruch: 2002/03 fütterte er in 37 der 38 Punktspiele seine Sturmkollegen Dado Pršo und Ludovic Giuly mit Flanken und Vorlagen und trug zu einem erheblichen Teil zu deren 23 Toren sowie der Vizemeisterschaft des Klubs bei. Über Frankreich hinaus bekannt wurde er durch seine Flankenläufe in der Champions League, als er sich mit der AS Monaco erst im Finale geschlagen geben musste. Unmittelbar im Anschluss daran (2004) wechselte er nach Paris zu PSG. Dort konnte Rothen in den ersten Jahren aber noch nicht an seine gute Form der „monegassischen Jahre“ anknüpfen. Erst gegen Ende der Saison 2006/07 fand er wieder zu dem Niveau, das er in Monaco gehabt hatte, und war einer der entscheidenden Spieler, die PSG vor dem Abstieg bewahrten. Dennoch wurde er im Juli 2009 vom Verein beurlaubt, weil er sich öffentlich kritisch über PSGs sportliche Entwicklung geäußert hatte.
Seit Beginn der Saison 2009/10 war er für ein Jahr an die Glasgow Rangers ausgeliehen. Sein erstes Spiel für den schottischen Verein machte er am 12. September 2009 gegen den FC Motherwell. Die Rückrunde der Saison 2009/10 spielt Rothen auf Leihbasis für den türkischen Erstligisten MKE Ankaragücü. Nachdem in der Sommerpause Versuche, Rothen zu verkaufen, scheiterten, stand er 2010/11 wieder auf der Gehaltsliste von Paris SG; der damalige Trainer Antoine Kombouaré machte allerdings deutlich, dass der dort in Ungnade gefallene Spieler – für Jérôme Rothen eine äußerst unbefriedigende Situation trotz eines Bruttomonatseinkommens von rund 180.000 € – nicht zum Profikader gehören, sondern bestenfalls in der Reservemannschaft, die in der vierten Liga spielte, zum Einsatz kommen werde. Im Oktober 2010 löste Rothen seinen Vertrag auf. Ende Mai 2011 unterschrieb Rothen für zwei Jahre beim korsischen Zweitligarückkehrer SC Bastia, und zwölf Monate später wurde er von der Spielergewerkschaft mit deren Trophäe als bester Zweitligaspieler der Saison 2011/12 ausgezeichnet. Im Laufe dieser Saison, an deren Ende Bastia der Durchmarsch in die Ligue 1 gelungen war, bestritt Rothen 32 Punktspiele, erzielte vier Treffer und gab sieben Torvorlagen. Er bestritt ein Jahr als Stammspieler in der höchsten französischen Spielklasse, ehe er 2013 mit 35 Jahren zu seinem früheren Verein SM Caen zurückkehrte; bei dem Zweitligisten hatte er einen Einjahresvertrag unterschrieben, den er aber bereits nach knapp vier Monaten wieder auflöste. Im Januar 2014 erklärte er seine Spielerzeit für endgültig beendet.

### Nationalmannschaft
Erstmals zwei Tage vor seinem 25. Geburtstag in die Équipe Tricolore berufen, bestritt Rothen insgesamt 13 Länderspiele für Les Bleus. Gegner bei seinem ersten Einsatz für die Franzosen war Malta. Der damalige Trainer Jacques Santini wechselte Rothen in der 80. Minute für Thierry Henry ein. 2003 gehörte er zum französischen Aufgebot, das den Confederations Cup gewann. Allerdings kam Jérôme Rothen bei diesem Turnier über einen 67-Minuten-Einsatz im zweiten Vorrundenspiel gegen Japan nicht hinaus. Die restlichen Begegnungen begleitete er nur als Zuschauer.
Nachdem er im Spiel am 12. November 2005 gegen Deutschland für lange Zeit sein letztes Spiel machte, wurde Rothen zum Qualifikationsspiel zur Fußball-Europameisterschaft 2008 am 13. Oktober 2007 gegen die Auswahl der Färöer-Inseln eingeladen. Dabei gelang ihm mit einem Freistoßtor, seinem ersten Treffer im Dress der Nationalmannschaft, ein gelungenes Comeback. Den Sprung in den Kader der Franzosen zur Endrunde verpasste der Mittelfeldspieler allerdings.

## Erfolge
- Französischer Fußballpokalsieger: 2006 (und Finalist 2008)
- Französischer Ligapokalgewinner: 2003 und 2008
- UEFA Champions League: Finalist 2004
- Gewinner des Konföderationen-Pokals 2003
- Spieler des Monats der Ligue 1: September 2007

## Medienauftritte
2014 wurde er als Fußballexperte und Kommentator im Rundfunk und Fernsehen tätig, zunächst bei RTL und BeIN Sports. Beim Rundfunksender RMC bekam Rothen im September 2019 eine eigene Fußballsendung namens Rothen régale. Mit anderen ehemaligen Spielern wie Emmanuel Petit, Frank Lebœuf und Christophe Dugarry wurde er zudem Ensemblemitglied der Fußballgesprächssendung Le Vestiaire im Fernsehsender SFR Sport.